# Cadena de bloques (mecánica)

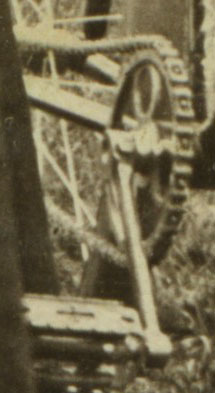
Cadena de bloques de una bicicleta antigua (c1900)

Una cadena de bloques, también llamada cadena de bloque y barra (en inglés, bar-link chain), es un tipo de cadena de transmisión mecánica. Se compone de placas laterales, que se extienden a ambos lados de un bloque, al que se conectan mediante un pasador que atraviesa un orificio en un extremo del bloque. Estas cadenas son más sencillas, y a menudo más pesadas y menos eficientes que las cadena de rodillos modernas, debido a la falta de movimiento de rodadura a medida que la cadena se acopla y desengancha a los piñones del mecanismo.
Sin embargo, tienen ventajas en aplicaciones específicas, especialmente cuando no se necesitan piñones, cuando la resistencia de la cadena es un requisito más importante que la eficiencia (altas cargas), y cuando la cadena dispone de accesorios especiales para sostener o enganchar una carga.

## Diferencia con la cadena de rodillos

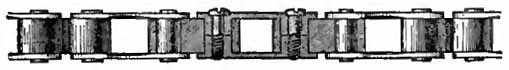
Vista superior de un segmento de una cadena de bloques de una bicicleta.

En la cadena de bloques, los bloques macizos están conectados con las pestañas. En la cadena de rodillos, sin embargo, se conectan pernos (rodillos) con lengüetas (alternativamente placas internas y externas). Con el mismo espaciado de eslabones, la cadena de rodillos requiere la mitad del espacio entre piñones que una cadena de bloques.

## Aplicaciones

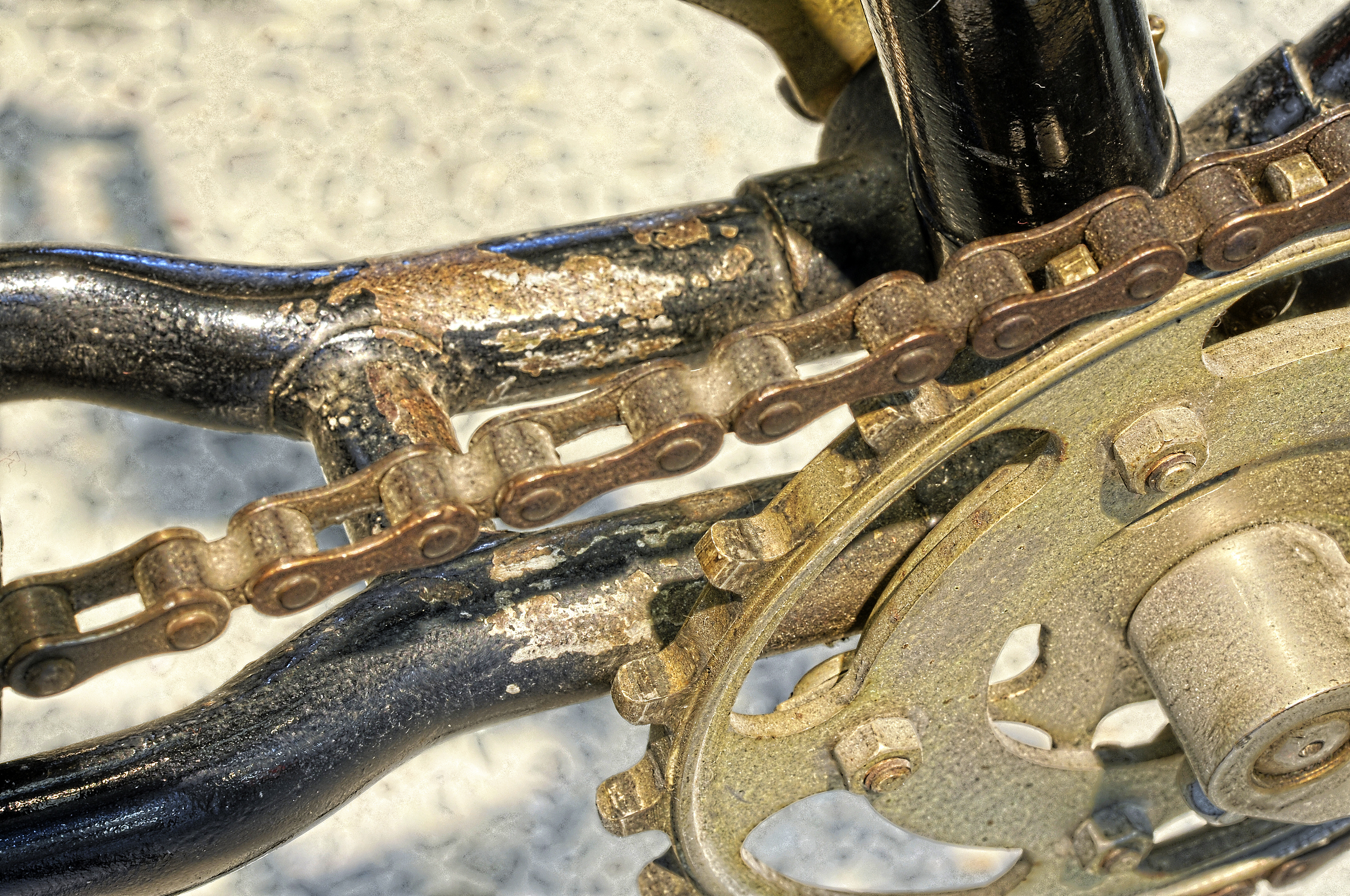
Cadena de bloques en una bicicleta Laurin & Klement, expuesta en el Museo Škoda.

Las cadenas de bloque se usan a menudo como sistemas de arrastre para el transporte suave de materiales a granel, predominantemente en polvo o de grano fino. Debido a la construcción de este tipo de cadena, su capacidad no es muy elevada, pero poseen una vida útil muy alta debido a la baja velocidad a la que trabajan. Su principal ventaja es que la simplicidad de su diseño mecánico las hace muy poco sensibles al efecto de la acumulación de polvo o de otros residuos.

### Bicicletas
Las primeras bicicletas originalmente usaban cadenas de bloques para transferir la energía entre el pedal y la rueda trasera, típicamente con un espaciado de piñón de una pulgada (2,54 cm) y un ancho de 3/16 de pulgada (4,7625 mm). Alrededor de la década de 1930, tuvo lugar la transición a cadena de rodillos de 1/2 pulgada de extensión y 3/32 de pulgada de ancho.